# Robert Bouloux
Pour les articles homonymes, voir Bouloux.
Robert Bouloux (né le 20 mai 1947 à Ploubalay) est un coureur cycliste français, professionnel de 1969 à 1977.     

## Biographie
Il a notamment été équipier d’Eddy Merckx lors de son dernier Tour de France, en 1977. Il est sociétaire au club cycliste local de l'ACBB Paris.  

## Palmarès

### Palmarès amateur
- 1966
  - 4e étape de la Route de France
  - Paris-Dreux
  - 2e du championnat de France contre-la-montre par équipes
  - 3e de la Route de France
  - 3e de Paris-Rouen
  - 3e du Grand Prix de l'Équipe et du CV 19e
- 1967
  -  Champion de France du contre-la-montre par équipes
  - Paris-Troyes
  - Paris-Mantes
  - Paris-Blancafort
  - 1reb étape du Tour de l'Avenir (contre-la-montre par équipes)
  - 2e de Paris-Verneuil
  - 2e du Mérite Veldor
- 1968
  -  Champion de France du contre-la-montre par équipes
  - Paris-Verneuil
  - 2eb étape du Tour de l'Avenir (contre-la-montre par équipes)
  - 2e de Paris-Roubaix amateurs
  - 2e du Tour de l'Avenir
  - 3e des Trois Jours d'Hénin-Liétard
  - 3e du championnat d'Île-de-France sur route

### Palmarès professionnel
- 1970
  - 2e du Grand Prix de Plouay
  - 3e de la Polymultipliée
- 1971
  - 1re étape du Tour de l'Oise
  - 1reb étape du Tour de Corse
  - 10e du Critérium du Dauphiné libéré
- 1972
  - Grand Prix de Plouay
  - 3e étape du Critérium du Dauphiné libéré
  - 6e du Critérium du Dauphiné libéré
  - 10e de Liège-Bastogne-Liège
- 1975
  - 2e du Trèfle à Quatre Feuilles
- 1976
  - 3ea étape du Tour de l'Oise
  - 3e de Tours-Versailles
  - 3e de l'Étoile des Espoirs

## Résultats sur les grands tours

### Tour de France
7 participations
- 1969 : 55e
- 1970 : 41e
- 1971 : 41e
- 1972 : abandon (13e étape)
- 1973 : 56e
- 1976 : 20e
- 1977 : 50e